# Manfred Hürlimann
Manfred Hürlimann (* 29. September 1958 in Oberstaufen im Allgäu) ist ein in Nürnberg lebender Maler und Zeichner, der die Schweizer Staatsbürgerschaft besitzt.

## Leben
Von 1977 bis 1979 absolvierte Hürlimann eine Lehre als Kirchenmaler, anschließend begann seine akademische Ausbildung. Bis 1986 studierte er Malerei bei Günter Voglsamer an der Akademie der Bildenden Künste Nürnberg. Im Jahre 1983 wurde Hürlimann zum Meisterschüler ernannt und erhielt 1984 ein Stipendium an der Sommerakademie in Salzburg bei Wolf Vostell.
1988 erhielt er den Debütantenpreis des Bayerischen Staatsministeriums für Unterricht, Kultus, Wissenschaft und Kunst. 1992 wurde ihm der Kunstpreis des Bezirks Mittelfranken verliehen. 2005 gewann er den ersten Preis beim Kunstpreis der Nürnberger Nachrichten. Im Jahr 2019 entstand der Film Manfred Hürlimann – Das Wichtigste am Rande durch Julia Thomas, Thomas Steigerwald und Barbara Bogen. Dabei begleiteten die Macher Hürlimann bei seiner Arbeit und zeichneten ein Gespräch zwischen ihm und der Kulturjournalistin Barbara Bogen auf.
Auf der Leipziger Buchmesse präsentierte er 1999 zusammen mit dem Spätlese-Verlag seinen Katalog mit dem Titel: Leere, Tod und Leben. Der Bayerische Rundfunk drehte mit ihm im Jahre 2001 den Atelierbesuch bei Manfred Hürlimann. Der Film wurde im Opernhaus Nürnberg uraufgeführt und danach im Fernsehen ausgestrahlt.

## Werk
Hürlimann hat einen sich allen Moden und Trends verweigernden Malstil. In den Werken von Manfred Hürlimann findet sich Besinnung auf die antike Mythologie, aber auch auf die mittelalterliche Sagenwelt. Der Maler greift auch auf literarische Vorlagen von Dante, Charles Baudelaire oder Sarah Kane zurück.
Hürlimann malt Menschen-Bilder auf ausladenden Wand- und Deckenbildern, die oft als Diptychen angelegt sind.

## Ausstellungen
- 1988 Einzelausstellung in der Albrecht-Dürer-Gesellschaft, Nürnberg
- 1989 Einzelausstellung in der Ipomal Galerie in Landgraaf (Niederlande)
- 1989  Einzelausstellung in der Kunstakademie in Maastricht (Niederlande)
- 1990 Einzelausstellung in der Galerie am Theater, Fürth
- 1993 Ausstellung „Tradition und Moderne“, Kaiserburg, Nürnberg
- 1993  Ausstellung des Gemäldezyklus „Dantes Inferno“, Germanisches Nationalmuseum Nürnberg
- 1994 Einzelausstellung im Germanischen Nationalmuseum, Nürnberg
- 1999 Einzelausstellung in der Peterskirche, Leipzig
- 2004 Ausstellung zum Thema „Dantes Tod“, Stadtmuseum, Erlangen
- 2005 Einzelausstellung im Kunstverein, Erlangen; Galerie V.I.A.P., Heerlen (NL); Galerie 2art, München; Galerie Blaue Tür
- 2006 Kunstverein Ansbach, Galerie arsprototo, Erlangen "Metamorphosen", Galerie Fotura, Fürth "Leere, Tod und Leben"
- 2007 Galerie Fotura, Fürth; Galerie arsprototo, Erlangen; Galerie Destillarta, Buchschwabach
- 2008 Kunstverein Essenheim (kunstforum Rheinhessen); Akademie der Wissenschaften, Mainz; Kunstmuseum Erlangen
- 2009 Galerie arsprototo, im Bonifatius – Turm Röthenbach a. d. Pegnitz "7 Todsünden", Galerie Ederer, Nürnberg "Von der Wiege bis zur Bahre", Ausstellungsraum Horst Stauber Glas, Passau "Glück und Glas" Foyer – Galerie, Rednitzhembach
- 2010 art o thek, Forchheim 2011 Galerie Ederer, Nürnberg,"Nachklang"
- 2012 Galerie im Hinterhof, Ansbach, Galerie Lutz, Nürnberg,"Opulenz"
- 2014 Albrecht – Dürer – Haus, Nürnberg "Einverwandlungen" Manfred Hürlimann sieht Albrecht Dürer, 2014 Kunstkontor Nürnberg, Nürnberg, "Exempla"
- 2015 Einzelausstellung "Kreuzigung" in der Frauenkirche Nürnberg
- 2015 Einzelausstellung "Lust und Vergänglichkeit" in der Galerie Lukas Feichtner, Wien
- 2017 Einzelausstellung "Lust und Verlust" in der Sammlung Ludwig, Bamberg
- 2017 Einzelausstellung "Lust und Leid" im Kunstkontor Nürnberg
- 2017 Einzelausstellung "WEGumWEG" im Caritas-Pirckheimer-Haus, Nürnberg
- 2018 Ausstellungsbeteiligung "Begehrlichkeiten" in der städtischen Galerie Schwabach
- 2018 Einzelausstellung "Einsichten – Aussichten", Galerie in der Promenade, Fürth
- 2018 Einzelausstellung "Im Garten der Sinne", Galerie Kunst am Gendarmenmarkt, Berlin
- 2019 Ausstellungsbeteiligung "Von Innen nach Außen" in Giechburg (bei Bamberg)[1]

Gastaussteller auf der Kunstausstellung Die Südliche (2008, 2011)

## Auszeichnungen
- 1988 Debütantenpreis des Bayerischen Ministeriums für Kultur und Wissenschaft
- 1992 Kunstpreis des Bezirks Mittelfranken
- 2005 1. Preis des Kunstpreises der Nürnberger Nachrichten

## Werkankäufe
Bilder von Manfred Hürlimann befinden sich in Privatbesitz und wurden angekauft durch:
- Bayerische Staatsgemäldesammlung, München
- Bezirk Mittelfranken, Ansbach
- Regierungspräsidium, Tübingen
- Fränkische Galerie, Nürnberg
- Stadt Schwabach
- Kunstmuseum Erlangen
- Stadt Rednitzhembach
- Kunsthalle Ernst – Sachs – Bad Schweinfurt